# أشنان غير شائك
أشنان غير شائك (باللاتينية: Soda inermis) هي شجيرة صغيرة سنوية (يصل ارتفاعها إلى 0.7 متر)، هي نبات عصاري موطنها حوض البحر الأبيض المتوسط يتبع جنس الأشنان. إنه نبات متحمل للملوحة ينمو عادة في المناطق الساحلية ويمكن ريه بالمياه المالحة. 
يتمتع النبات بأهمية تاريخية كبيرة كمصدر لرماد الصودا، والذي اُستخرج من رماد نبات السالسولا الصودا ونباتات أخرى من فصيلة الملح. يُعد رماد الصودا أحد المواد القلوية التي لها أهمية كبيرة في صناعة الزجاج وصناعة الصابون. كانت درجة وضوح زجاج <i id="mwHQ">الكريستالو</i> الشهير في القرن السادس عشر من مورانو والبندقية تعتمد على نقاء "رماد الصودا الشامي"،وحُفظت طبيعة هذا المكون سرية. كانت لدى إسبانيا صناعة ضخمة في القرن الثامن عشر لإنتاج رماد الصودا من نباتات الملح (barrilla بالإسبانية). ومن المعروف الآن أن رماد الصودا يتكون في الغالب من كربونات الصوديوم. في عام 1807، قام السير همفري ديفي بعزل عنصر معدني من الصودا الكاوية؛ وأطلق على العنصر الجديد اسم "الصوديوم" للإشارة إلى علاقته بـ"الصودا". قبل أن تصبح كلمة "صودا" مرادفة إلى حد ما (في اللغة الإنجليزية الأمريكية) للمشروبات الغازية، كانت الكلمة تشير إلى نبات الصودا السالسولا، ونباتات أخرى من فصيلة الملح، ورماد الصودا.
رغم أن عصر زراعة رماد الصودا قد مضى منذ زمن طويل، إلا أن رماد الصودا لا يزال يُزرع كخضار يتمتع بشعبية كبيرة في اليونان، وإيطاليا، وبين الذواقة في جميع أنحاء العالم. يطلق عليه اسم almyra في اللغة اليونانية، بينما في الإيطالية تشمل أسمائه الشائعة باربا دي فراتي، و أجريتي، و ليسكاري ساتيفا، (باختصار: ليتشي أو ليتشيري). وكتبت فرانسيس مايس عن قيمتها في الطهي أن "السبانخ هي الأقرب إلى الطعم، ولكن في حين أن أجريتي تتمتع بالحدة المعدنية للسبانخ، إلا أن مذاقها أكثر حيوية، ومليئ بطاقة الربيع".

## وصف
يمكن أن ينمو هذا النبات السنوي العصاري إلى شجيرات صغيرة يصل ارتفاعها إلى 0.7 متر (يُطلق عليها أحيانًا اسم الشجيرات الفرعية). تتميز بأوراق خضراء سمينة مع سيقان خضراء أو حمراء. تنمو الأزهار الصغيرة من النورات التي تنمو من قاعدة الأوراق بالقرب من الساق.

## توزيع
موطن سالسولا صودا الأصلي هو أوراسيا وشمال أفريقيا. من الناحية التاريخية، كانت معروفة بشكل جيد في إيطاليا، وصقلية، وإسبانيا. وفي أوروبا الحديثة، عُثر عليها أيضًا على السواحل الأطلسية في فرنسا، والبرتغال، وعلى ساحل البحر الأسود. لقد أصبح هذا النوع من النباتات متوطنًا على طول ساحل المحيط الهادئ في أمريكا الشمالية، وهناك مخاوف بشأن انتشاره في مستنقعات الملح في كاليفورنيا.   ويقال أيضًا أنه توطن في أمريكا الجنوبية. 

## رماد الصودا وعلم أحياء تراكم الصوديوم
يُنقى الرماد الناتج عن حرق نبات سالسولا صودا لإنتاج مادة تُعرف باسم رماد الصودا، وهي واحدة من المواد القلوية الأساسية المستخدمة في صناعة زجاج الصودا والجير، والصابون، والعديد من المنتجات الأخرى. العنصر النشط الرئيسي فيها هو كربونات الصوديوم، وهو المصطلح الذي أصبح مرادفاً تقريباً لرماد الصودا. يحتوي الرماد المعالج لنبات سالسولا صودا على ما يصل إلى 30% من كربونات الصوديوم.
ينتج تركيز عالٍ من كربونات الصوديوم في رماد سالسولا صودا إذا زُرع النبات في تربة شديدة الملوحة (أي في تربة ذات تركيز عالٍ من كلوريد الصوديوم)، بحيث تحتوي أنسجة النبات على تركيز عالٍ إلى حد ما من أيونات الصوديوم. يمكن ري سالسولا صودا بمياه بحرية التي تحتوي على حوالي 40 غرام/لتر من كلوريد الصوديوم المذاب وأملاح أخرى. عند حرق هذه النباتات الغنية بالصوديوم، من المفترض أن يتفاعل ثاني أكسيد الكربون الناتج مع هذا الصوديوم لتكوين كربونات الصوديوم.[بحاجة لمصدر]

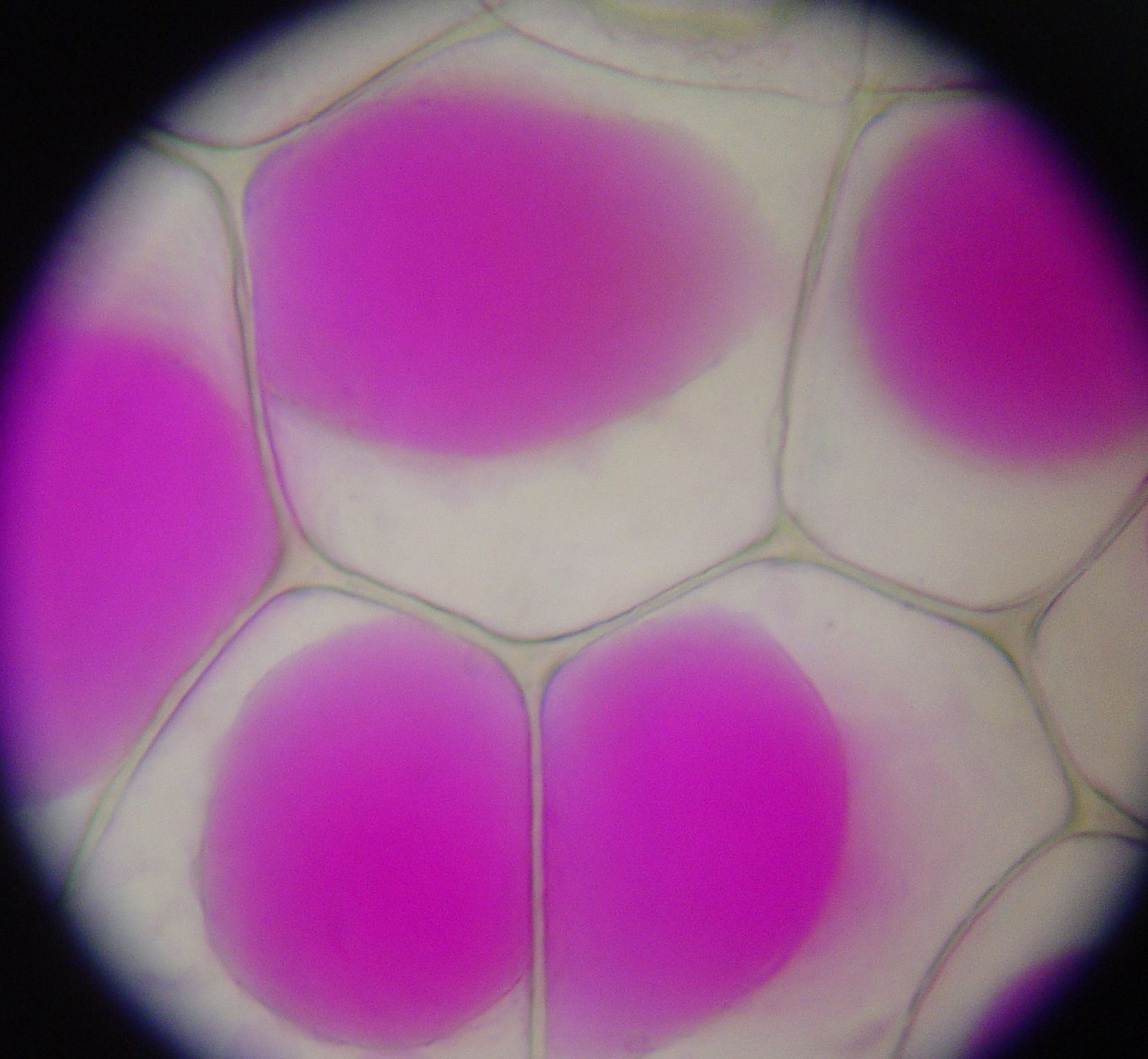
خلايا نبات الزنبق المائي Rhoeo تتغير ألوانها. المنطقة الوردية الكبيرة في كل خلية هي فجوة. يُحجز الصوديوم في الفجوات بواسطة خلايا النباتات الملحية.

ومن المدهش أن نجد تركيزًا أعلى من الصوديوم مقارنة بالبوتاسيوم في أنسجة النبات؛ فالعنصر الأول سام عادةً، أما العنصر الأخير فهو ضروري للعمليات الأيضية للنباتات. وبالتالي، فإن معظم النباتات، وخاصة معظم نباتات المحاصيل، هي "نباتات سكرية"، وتتعرض للضرر عندما تزرع في تربة مالحة. سالسولا صودا، والنباتات الأخرى التي زُرعت للحصول على رماد الصودا، تُعد"نباتات ملحية" تتحمل تربة أكثر ملوحة بكثير من النباتات السكرية، ويمكنها أن تزدهر بكثافات أكبر بكثير من الصوديوم في أنسجتها مقارنة بالنباتات السكرية.[بحاجة لمصدر]
إن العمليات الكيميائية الحيوية داخل خلايا النباتات الملحية عادة ما تكون حساسة للصوديوم مثل العمليات الموجودة في الخلايا السكرية. تعتبر أيونات الصوديوم الموجودة في تربة النبات أو مياه الري سامة في المقام الأول لأنها تتداخل مع العمليات الكيميائية الحيوية داخل خلايا النبات التي تتطلب البوتاسيوم، وهو عنصر قلوي كيميائي مشابه. تحتوي خلية نبات ملحي مثل سالسولا صودا على آلية نقل جزيئية تعمل على حجز أيونات الصوديوم في حجرة داخل الخلية النباتية تسمى"فجوة". يمكن أن تشغل الفجوة في الخلية النباتية 80% من حجم الخلية؛ ويمكن حجز معظم الصوديوم في الخلية النباتية الملحية في الفجوة، مما يترك لبقية الخلية نسبة مقبولة من أيونات الصوديوم إلى أيونات البوتاسيوم.[بحاجة لمصدر]
بالإضافة إلى سالسولا صودا، أُنتج رماد الصودا أيضًا من رماد S. kali (نبات آخر من نباتات الملح)، ونباتات الزجاج، والطحالب، وهو نوع من الأعشاب البحرية. تُستخلص كربونات الصوديوم القابلة للذوبان في الماء من الرماد (تُستخرج بالماء)، ويُغلى المحلول الناتج حتى يجف للحصول على منتج رماد الصودا النهائي. تُستخدم عملية مشابهة جدًا للحصول على البوتاس (كربونات البوتاسيوم بشكل أساسي) من رماد أشجار الأخشاب الصلبة. نظرًا لأن النباتات الملحية يجب أن تحتوي أيضًا على أيونات البوتاسيوم في أنسجتها، فإن أفضل أنواع رماد الصودا المشتق منها تحتوي أيضًا على بعض البوتاس (كربونات البوتاسيوم)، كما كان معروفًا في القرن التاسع عشر. 
كانت النباتات مصدرًا مهمًا جدًا لرماد الصودا حتى أوائل القرن التاسع عشر. في القرن الثامن عشر، كانت إسبانيا تمتلك صناعة ضخمة لإنتاج الباريلا (نوع من رماد الصودا المشتق من النباتات) من نباتات الملح. وبشكل مشابه، كانت اسكتلندا تمتلك صناعة كبيرة في القرن الثامن عشر لإنتاج رماد الصودا من أعشاب البحر؛ وكانت هذه الصناعة مربحة للغاية لدرجة أنها أدت إلى الاكتظاظ السكاني في الجزر الغربية في اسكتلندا، وتشير إحدى التقديرات إلى أن 100 ألف شخص كانوا مشغولين بـ "الأعشاب البحرية" خلال أشهر الصيف. أدى تسويق عملية لوبلانك لتصنيع كربونات الصوديوم (من الملح، والحجر الجيري، وحمض الكبريتيك) إلى نهاية عصر زراعة رماد الصودا في النصف الأول من القرن التاسع عشر.[بحاجة لمصدر]

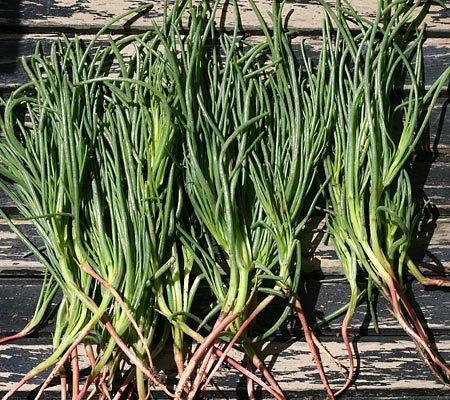
أجريتي طازجة بعد حصادها (سالسولا صودا)

## الزراعة واستخدامات الطهي
يُستخدم الاسم الإيطالي أجريتي عادةً في اللغة الإنجليزية للإشارة إلى أوراق سالسولا صودا الصالحة للأكل؛ ويُعتبر باربا دي فراتي (أو لحية الراهب) الأسم الإيطالي الأكثر شيوعًا. هذا النبات ليس نباتًا أخضرًا صيفيًا، لذا يجب البدء في زراعته مبكرًا في الداخل أو في الخريف. تُعرف بذوره بضعف معدل الإنبات الذي يتراوح بين 30% و40%، على غرار نبات إكليل الجبل. رغم أن النبات ينمو عادة في الأراضي المروية بالمياه المالحة في حوض البحر الأبيض المتوسط، إلا أنه ينمو بدون مياه مالحة. يُحصد نبات سالسولا صودا في مجموعات عندما يكون صغيراً، أو يُقلم بانتظام لتشجيع النمو الجديد عند النضج. يُفلى عادة ويؤكل كخضار ورقية؛ يُوصى بطهيه في ماء مغلي حتى تطرى الأوراق مع الحفاظ على قوام مقرمش (مشابه لنبات السامفير). كما يمكن تناوله نيئًا، ويُقال إن طعمه "عشبي قليل الملوحة مع قوام مقرمش ولذيذ". 
يُخلط أحيانًا بين سالسولا صودا ونبات معروف في اليابان باسم أوكاهيجيكي (عشب بحري أرضي)، وهو في الواقع نوع سالسولا كوماروفي (S. komarovii)، حيث أن الأوراق المحصودة من النوعين لها مظهر مماثل.[بحاجة لمصدر]

## معالجة التلوث بالنباتات
تمت دراسة نبات سالسولا صودا كـ "نبات مرافق لإزالة الملوحة الحيوية" لتحسين زراعة المحاصيل مثل الطماطم والفلفل في التربة المالحة. يقوم هذا النبات باستخلاص كمية كافية من الصوديوم من التربة، مما يساعد على تحسين نمو المحاصيل الزراعية. ونتيجة لذلك، تتحسن إنتاجية المحاصيل على الرغم من التنافس بين النباتين على المعادن المتبقية في التربة.[بحاجة لمصدر]